# Mischa (Zeitschrift)
Mischa (russisch Миша, auch Mischka, englisch: Misha) war eine illustrierte russische Kinder- und Jugendzeitschrift, die zunächst in mehreren Sprachen erschien und von der sowjetischen Prawda gedruckt wurde. Zielgruppe war das sozialistische und westliche Ausland. Sie wurde in russischer, englischer, deutscher, französischer, spanischer, mongolischer, italienischer und zeitweise ungarischer Sprache herausgegeben. Die deutsche Ausgabe gab es von Juli 1983 bis September 1991. 
Als Namensgeber diente der Bär Mischa, das Maskottchen der Olympischen Sommerspiele 1980 in Moskau.
Die Zeitschrift umfasste 32 Seiten (plus Titel) und wurde im A4-Format gedruckt und geheftet. Sie wandte sich an Kinder im Alter zwischen 7 und 11 Jahren und enthielt farbige Illustrationen, Fotos und Comics, Fotoreportagen, Legenden und Sagen, Science-Fiction-Bildgeschichten, Rätsel und einen kleinen Sprachkurs in deutscher Sprache.
Seit 1992 erschien "Mischa" nur noch in Russisch – für die Russische Föderation, Belarus und Kasachstan. Der Druck erfolgte im Smolensker polygraphischen Kombinat. Herausgeber war seit 2009 die OOO (russische GmbH) "Detskij illjustrirovannyj žurnal Miža". Chefredakteurin war Nina Grozova, Journalistin und Schriftstellerin, bis zum Erscheinen der letzten russischen Ausgabe im Dezember 2017.